# Distretto di Huaiyin (Huai'an)
Il distretto di Huaiyin (淮阴区S, Huáiyīn QūP) è un distretto della Cina, situato nella provincia del Jiangsu e amministrato dalla prefettura di Huai'an.